# Basket-ball aux Jeux olympiques d'été de 1988
Navigation
Los Angeles 1984 Barcelone 1992
Résultats des épreuves de basket-ball aux Jeux olympiques d'été de 1988 à Séoul.

## Résultats

### Hommes
| Or | Argent | Bronze |
| --- | --- | --- |
| URSS | Yougoslavie | États-Unis |
| Alexandre Volkov Tiit Sokk Sergueï Tarakanov Šarūnas Marčiulionis Igors Miglinieks Valeri Tikhonenko Rimas Kurtinaitis Arvydas Sabonis Viktor Pankrachine Valdemaras Chomičius Alexandre Belostenny Valeri Goborov | Dražen Petrović Zdravko Radulović Zoran Čutura Toni Kukoč Žarko Paspalj Željko Obradović Jurij Zdovc Stojan Vranković Vlade Divac Franjo Arapović Dino Rađa Danko Cvjetičanin | Mitch Richmond Charles E. Smith Vernell Coles Hersey Hawkins Jeff Grayer Charles Daniel Smith Willie Anderson Stacey Augmon Dan Majerle Danny Manning Herman Reid, Jr. David Robinson |

### Femmes
| Or | Argent | Bronze |
| --- | --- | --- |
| États-Unis | Yougoslavie | Union soviétique |
| Teresa Edwards Kamie Ethridge Cindy Brown Anne Donovan Teresa Weatherspoon Bridgette Gordon Vicky Bullett Andrea Lloyd Katrina McClain Jennifer Gillom Cynthia Cooper Suzie McConnell Serio | Stojna Vangelovska Mara Lakić Žana Lelas Eleonora Wild Kornelija Kvesić Danira Nakić Slađana Golić Polona Dornik Razija Mujanović Vesna Bajkuša Aselija Arbutina Bojana Milošević | Olga Bouryakina Ielena Khoudachova Vitalija Tuomaitė Olga Yakovleva Galina Savitskaïa Alexandra Leonova Olga Yevkova Irina Soumnikova Irina Minkh Irina Gerlits Olesya Barel Natalya Zasoulskaïa |

## Hommes

### Premier tour

#### Groupe A
| Rang | Équipe       | Pts | J | G | P | Pp  | Pc  | Diff |  | Résultats (dom.\ext.) |        |        |        |       |        |        |
| ---- | ------------ | --- | - | - | - | --- | --- | ---- |  | --------------------- | ------ | ------ | ------ | ----- | ------ | ------ |
| 1    | Yougoslavie  | 9   | 5 | 4 | 1 | 468 | 384 | 84   |  | Yougoslavie           |        | 92-79  | 98-78  | 72-74 | 102-61 | 104-92 |
| 2    | URSS         | 9   | 5 | 4 | 1 | 460 | 393 | 67   |  | URSS                  | 79-92  |        | 91-69  | 93-81 | 87-78  | 110-73 |
| 3    | Australie    | 8   | 5 | 3 | 2 | 429 | 408 | 21   |  | Australie             | 78-98  | 69-91  |        | 81-77 | 106-67 | 95-75  |
| 4    | Porto Rico   | 8   | 5 | 3 | 2 | 382 | 387 | -5   |  | Porto Rico            | 74-72  | 81-93  | 77-81  |       | 71-67  | 79-74  |
| 5    | Centrafrique | 6   | 5 | 1 | 4 | 346 | 436 | -90  |  | Centrafrique          | 61-102 | 78-87  | 67-106 | 67-71 |        | 73-70  |
| 6    | Corée du Sud | 5   | 5 | 0 | 5 | 384 | 461 | -77  |  | Corée du Sud          | 92-104 | 73-110 | 75-95  | 74-79 | 70-73  |        |

#### Groupe B
| Rang | Équipe     | Pts | J | G | P | Pp  | Pc  | Diff |  | Résultats (dom.\ext.) |        |         |         |         |         |        |
| ---- | ---------- | --- | - | - | - | --- | --- | ---- |  | --------------------- | ------ | ------- | ------- | ------- | ------- | ------ |
| 1    | États-Unis | 10  | 5 | 5 | 0 | 485 | 302 | 183  |  | États-Unis            |        | 97-53   | 102-87  | 76-70   | 108-57  | 102-35 |
| 2    | Espagne    | 9   | 5 | 4 | 1 | 484 | 435 | 49   |  | Espagne               | 53-97  |         | 118-110 | 94-84   | 106-74  | 113-70 |
| 3    | Brésil     | 8   | 5 | 3 | 2 | 590 | 522 | 68   |  | Brésil                | 87-102 | 110-118 |         | 125-109 | 130-108 | 138-85 |
| 4    | Canada     | 7   | 5 | 2 | 3 | 479 | 455 | 24   |  | Canada                | 70-76  | 84-94   | 109-125 |         | 99-96   | 117-64 |
| 5    | Chine      | 6   | 5 | 1 | 4 | 433 | 527 | -94  |  | Chine                 | 57-108 | 74-106  | 108-130 | 96-99   |         | 98-84  |
| 6    | Égypte     | 5   | 5 | 0 | 5 | 338 | 568 | -230 |  | Égypte                | 35-102 | 70-113  | 85-138  | 64-117  | 84-98   |        |

### Phase finale

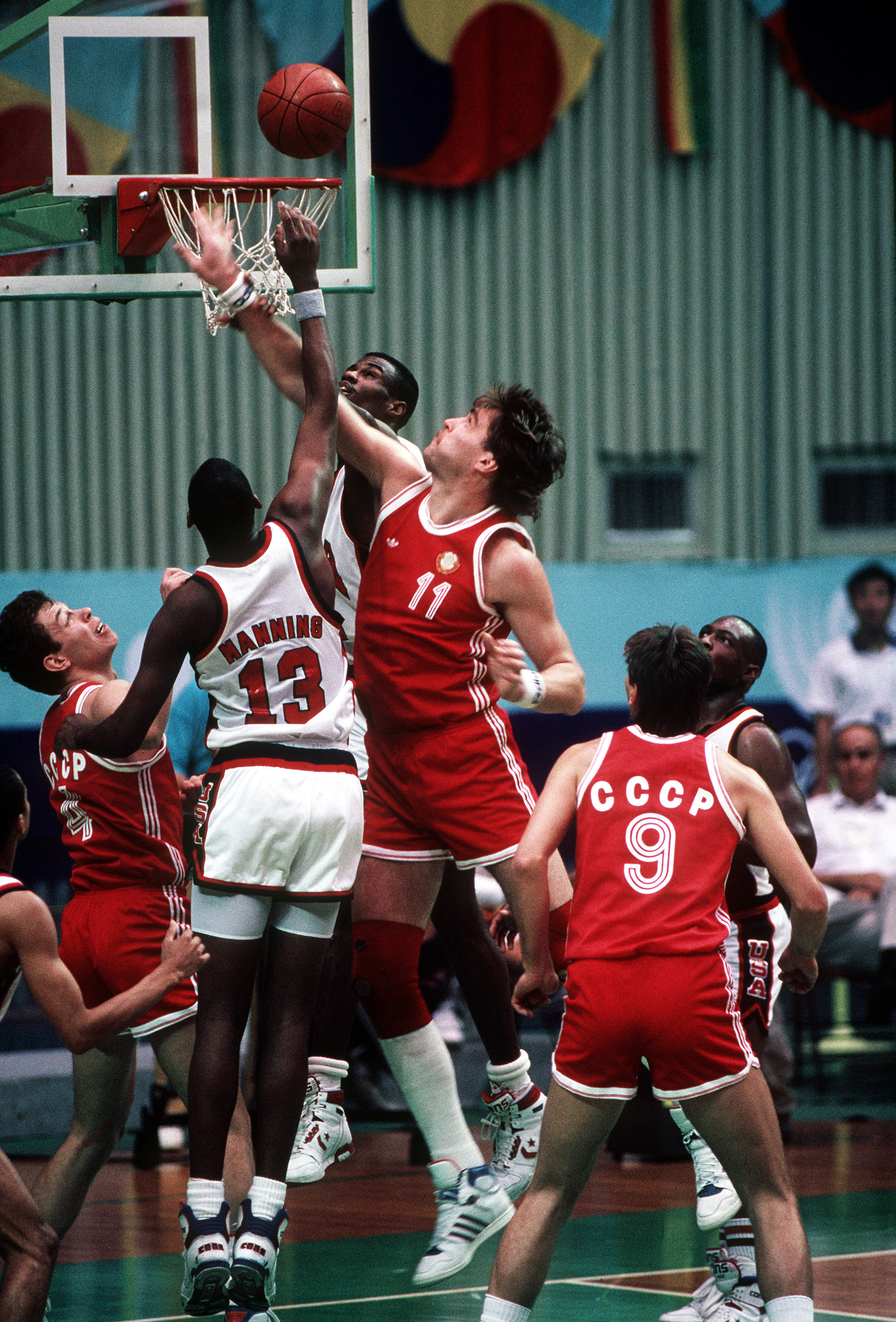
Demi-finale URSS-USA

La phase finale regroupe huit équipes :
|  | Quarts de finale | Quarts de finale | Quarts de finale | Quarts de finale |            |            | Demi-finales | Demi-finales | Demi-finales                  | Demi-finales                  |                               |                               | Finale       | Finale       | Finale       | Finale       |
|  |                  |                  |                  |                  |            |            |              |              |                               |                               |                               |                               |              |              |              |              |
|  | 26 septembre     | 26 septembre     | 26 septembre     | 26 septembre     |            |            | 28 septembre | 28 septembre | 28 septembre                  | 28 septembre                  |                               |                               | 30 septembre | 30 septembre | 30 septembre | 30 septembre |
|  | 26 septembre     | 26 septembre     | 26 septembre     | 26 septembre     |            |            | 28 septembre | 28 septembre | 28 septembre                  | 28 septembre                  |                               |                               | 30 septembre | 30 septembre | 30 septembre | 30 septembre |
|  | B1               | États-Unis       | 94               | 94               |            |            | 28 septembre | 28 septembre | 28 septembre                  | 28 septembre                  |                               |                               | 30 septembre | 30 septembre | 30 septembre | 30 septembre |
|  | B1               | États-Unis       | 94               | 94               |            |            | 28 septembre | 28 septembre | 28 septembre                  | 28 septembre                  |                               |                               | 30 septembre | 30 septembre | 30 septembre | 30 septembre |
|  | A4               | Porto Rico       | 57               | 57               |            |            | 28 septembre | 28 septembre | 28 septembre                  | 28 septembre                  |                               |                               | 30 septembre | 30 septembre | 30 septembre | 30 septembre |
|  | A4               | Porto Rico       | 57               | 57               | États-Unis | États-Unis | 76           | 76           |                               |                               |                               |                               | 30 septembre | 30 septembre | 30 septembre | 30 septembre |
|  | 26 septembre     |                  |                  |                  | États-Unis | États-Unis | 76           | 76           |                               |                               |                               |                               | 30 septembre | 30 septembre | 30 septembre | 30 septembre |
|  |                  |                  | URSS             | URSS             | 82         | 82         |              |              |                               |                               |                               |                               | 30 septembre | 30 septembre | 30 septembre | 30 septembre |
|  | A2               | URSS             | URSS             | URSS             | 82         | 82         | 110          | 110          |                               |                               |                               |                               | 30 septembre | 30 septembre | 30 septembre | 30 septembre |
|  | A2               | URSS             | 28 septembre     |                  |            |            | 110          | 110          |                               |                               |                               |                               | 30 septembre | 30 septembre | 30 septembre | 30 septembre |
|  | B3               | Brésil           | 105              | 105              |            |            |              |              |                               |                               |                               |                               | 30 septembre | 30 septembre | 30 septembre | 30 septembre |
|  | B3               | Brésil           | 105              | 105              | URSS       | URSS       | 76           | 76           |                               |                               |                               |                               |              |              |              |              |
|  | 26 septembre     |                  |                  |                  | URSS       | URSS       | 76           | 76           |                               |                               |                               |                               |              |              |              |              |
|  |                  |                  | Yougoslavie      | Yougoslavie      | 63         | 63         |              |              |                               |                               |                               |                               |              |              |              |              |
|  | B2               | Espagne          | Yougoslavie      | Yougoslavie      | 63         | 63         | 74           | 74           |                               |                               |                               |                               |              |              |              |              |
|  | B2               | Espagne          |                  |                  |            |            |              |              |                               |                               |                               |                               |              |              |              |              |
|  | A3               | Australie        | 77               | 77               |            |            |              |              |                               |                               |                               |                               |              |              |              |              |
|  | A3               | Australie        | 77               | 77               | Australie  | Australie  | 70           | 70           | Match pour la troisième place | Match pour la troisième place | Match pour la troisième place | Match pour la troisième place |              |              |              |              |
|  | 26 septembre     |                  |                  |                  | Australie  | Australie  | 70           | 70           | Match pour la troisième place | Match pour la troisième place | Match pour la troisième place | Match pour la troisième place |              |              |              |              |
|  |                  |                  | Yougoslavie      | Yougoslavie      | 91         | 91         |              |              | 30 septembre                  | 30 septembre                  | 30 septembre                  | 30 septembre                  |              |              |              |              |
|  | A1               | Yougoslavie      | Yougoslavie      | Yougoslavie      | 91         | 91         | 95           | 95           | 30 septembre                  | 30 septembre                  | 30 septembre                  | 30 septembre                  |              |              |              |              |
|  | A1               | Yougoslavie      |                  |                  |            |            |              | 95           |                               |                               | États-Unis                    | États-Unis                    | 78           | 78           |              |              |
|  | B4               | Canada           | 73               | 73               |            |            |              |              |                               |                               | États-Unis                    | États-Unis                    | 78           | 78           |              |              |
|  | B4               | Canada           | 73               | 73               | Australie  | Australie  | 49           | 49           |                               |                               |                               |                               |              |              |              |              |
|  |                  |                  |                  |                  |            |            |              |              |                               |                               |                               |                               |              |              |              |              |

### Classement final
1. URSS
2. Yougoslavie
3. États-Unis
4. Australie
5. Brésil
6. Canada
7. Porto Rico
8. Espagne
9. Corée du Sud
10. Centrafrique
11. Chine
12. Égypte

## Femmes
La compétition concerne huit équipes. Celle-ci sont divisées en deux poules, les deux premières de chaque groupe se qualifient pour les demi-finales. Celles-ci sont croisées, la première d'un groupe rencontrant la deuxième du second.

### Premier tour

#### Groupe A
| Rang | Équipe           | Pts | J | G | P | Pp  | Pc  | Diff |  | Résultats (dom.\ext.) |       |       |       |       |
| ---- | ---------------- | --- | - | - | - | --- | --- | ---- |  | --------------------- | ----- | ----- | ----- | ----- |
| 1    | Australie        | 5   | 3 | 2 | 1 | 178 | 196 | -18  |  | Australie             |       | 60-48 | 63-57 | 55-91 |
| 2    | Union soviétique | 5   | 3 | 2 | 1 | 208 | 188 | 20   |  | Union soviétique      | 48-60 |       | 91-62 | 69-66 |
| 3    | Bulgarie         | 4   | 3 | 1 | 2 | 217 | 241 | -24  |  | Bulgarie              | 57-63 | 62-91 |       | 98-87 |
| 4    | Corée du Sud     | 4   | 3 | 1 | 2 | 244 | 222 | 22   |  | Corée du Sud          | 91-55 | 66-69 | 87-98 |       |

#### Groupe B
| Rang | Équipe          | Pts | J | G | P | Pp  | Pc  | Diff |  | Résultats (dom.\ext.) |        |        |       |       |
| ---- | --------------- | --- | - | - | - | --- | --- | ---- |  | --------------------- | ------ | ------ | ----- | ----- |
| 1    | États-Unis      | 6   | 3 | 3 | 0 | 282 | 234 | 48   |  | États-Unis            |        | 101-74 | 94-79 | 87-81 |
| 2    | Yougoslavie     | 5   | 3 | 2 | 1 | 199 | 211 | -12  |  | Yougoslavie           | 74-101 |        | 56-53 | 69-57 |
| 3    | Chine           | 4   | 3 | 1 | 2 | 200 | 214 | -14  |  | Chine                 | 79-94  | 53-56  |       | 68-64 |
| 4    | Tchécoslovaquie | 3   | 3 | 0 | 3 | 202 | 224 | -22  |  | Tchécoslovaquie       | 81-87  | 57-69  | 64-68 |       |

### Phase finale

#### Tableau principal
|  | 1/2 finales      | 1/2 finales |             |     | Finale | Finale |
|  | 1/2 finales      | 1/2 finales |             |     | Finale | Finale |
|  |                  |             |             |     |        |        |
|  |                  |             |             |     |        |        |
|  |                  |             |             |     |        |        |
|  | Australie        | 56          |             |     |        |        |
|  | Australie        | 56          |             |     |        |        |
|  | Yougoslavie      | 57          |             |     |        |        |
|  | Yougoslavie      | 57          | Yougoslavie | 70  |        |        |
|  |                  |             | Yougoslavie | 70  |        |        |
|  |                  | États-Unis  | 77          |     |        |        |
|  | États-Unis       | États-Unis  | 77          | 102 |        |        |
|  | États-Unis       |             |             | 102 |        |        |
|  | Union soviétique | 88          |             |     |        |        |
|  | Union soviétique | 88          | 3e place    |     |        |        |
|  |                  |             |             |     |        |        |
|  |                  |             |             |     |        |        |
|  |                  |             |             |     |        |        |
|  | Australie        | 53          |             |     |        |        |
|  | Australie        | 53          |             |     |        |        |
|  | Union soviétique | 68          |             |     |        |        |
|  | Union soviétique | 68          |             |     |        |        |

#### Places de 5 à 8
|  | Tour de classement | Tour de classement |          |     | 5e place | 5e place |
|  | Tour de classement | Tour de classement |          |     | 5e place | 5e place |
|  |                    |                    |          |     |          |          |
|  |                    |                    |          |     |          |          |
|  |                    |                    |          |     |          |          |
|  | Bulgarie           | 81                 |          |     |          |          |
|  | Bulgarie           | 81                 |          |     |          |          |
|  | Tchécoslovaquie    | 78                 |          |     |          |          |
|  | Tchécoslovaquie    | 78                 | Bulgarie | 102 |          |          |
|  |                    |                    | Bulgarie | 102 |          |          |
|  |                    | Chine              | 74       |     |          |          |
|  | Chine              | Chine              | 74       | 97  |          |          |
|  | Chine              |                    |          | 97  |          |          |
|  | Corée du Sud       | 95                 |          |     |          |          |
|  | Corée du Sud       | 95                 | 7e place |     |          |          |
|  |                    |                    |          |     |          |          |
|  |                    |                    |          |     |          |          |
|  |                    |                    |          |     |          |          |
|  | Corée du Sud       | 77                 |          |     |          |          |
|  | Corée du Sud       | 77                 |          |     |          |          |
|  | Tchécoslovaquie    | 59                 |          |     |          |          |
|  | Tchécoslovaquie    | 59                 |          |     |          |          |

### Classement final
1. États-Unis
2. Yougoslavie
3. Union soviétique
4. Australie
5. Bulgarie
6. Chine
7. Corée du Sud
8. Tchécoslovaquie